# Není nutno…
Není nutno… (1993) je album písniček Jaroslava Uhlíře a Zdeňka Svěráka z televizního pořadu Hodina zpěvu. Obsahuje 13 písniček, které zpívají autoři spolu s dětskými sbory. Poslední, čtrnáctá je pouze instrumentální podoba sedmé v pořadí.
Album vyšlo nejprve roku 1993 na magnetofonové kazetě a pak znovu v roce 1999 jak na magnetofonové kazetě, tak také na kompaktním disku (CD).

## Seznam písniček
1. Není nutno
2. Září
3. Prosinec
4. Holky z Polabí
5. Mokré plavky
6. Narozeninová
7. Mravenčí ukolébavka
8. Dělání
9. Zlatnická
10. Soňa ví
11. Semiška
12. Neopouštěj
13. Elektrický valčík
14. Mravenčí ukolébavka

## Účinkují
- zpívají
  - Jaroslav Uhlíř (1, 3–9, 11, 12, 13), hudba
  - Zdeněk Svěrák (1, 2, 4, 6–10, 12, 13), texty
  - dětský sbor pana učitele Lapky (1–8)
  - dětský sbor Sedmihlásek (2–4, 6, 7, 9, 10, 12)
- hrají
  - orchestr Pavla Nikla (1, 8, 12)
  - MOUR Jaroslava Uhlíře (2–7, 9, 10, 14)
  - TV septet řídí Milan Dvořák (11)
  - Jaroslav Uhlíř – klavír (13)